# Route nationale 515
Die N515 war von 1933 bis 1973 eine französische Nationalstraße, die zwischen Moûtiers und Pralognan-la-Vanoise verlief. Ihre Länge betrug 27 Kilometer. Von 1977 bis 2006 wurde die Verlängerung der Abfahrt 6 der A15 in Saint-Ouen-l'Aumône als N515 bezeichnet.

## N515a
Die N515A war von 1933 bis 1973 ein Seitenast der N515, der von dieser in Moûtiers abzweigte und bis Saint-Martin-de-Belleville führte. Ihre Länge betrug 19 Kilometer.